# Ben Oakland
Ben Oakland (* 24. September 1907 in Brooklyn, New York City; † 26. August 1979 in Beverly Hills, Los Angeles) war ein US-amerikanischer Pianist und Songschreiber.

## Leben
Ben Oakland gab bereits im Alter von neun Jahren ein Klavierkonzert in der New Yorker Carnegie Hall. In den 1920er Jahren begleitete er die Vaudeville-Künstler Helen Morgan und George Jessel und betätigte sich zunehmend als Songschreiber. Anfang der 1930er Jahre schrieb er Songs für Broadway-Produktionen, so auch für die Ziegfeld Follies. In Hollywood arbeitete er ab 1931 als Songschreiber bei Paramount Pictures. 1937 erhielt er einen Vertrag bei Columbia Pictures, wo seine Songs vor allem für B-Filme wie Criminals of the Air (1937), aber auch für Großproduktionen wie Die schreckliche Wahrheit (The Awful Truth, 1937) mit Irene Dunne und Cary Grant verwendet wurden. Mehrfach schrieb er Songs zusammen mit den Liedtextern Oscar Hammerstein, Bob Russell, Milton Drake, L. Wolfe Gilbert sowie mit Bandleader Artie Shaw. Mit Hammerstein wurde Oakland 1939 für den Oscar in der Kategorie Bester Song für A Mist Is Over the Moon aus dem Film The Lady Objects nominiert. Das Lied If I Love Again, das Oakland 1933 mit Jack Murray für das Filmmusical Hold Your Horses schrieb, fand 1975 in Funny Lady gesungen von Barbra Streisand erneut Verwendung.

## Filmografie (Auswahl)
- 1937: Criminals of the Air

- Rumbarita

- 1937: Die schreckliche Wahrheit (The Awful Truth)

- My Dreams Are Gone With the Wind

- 1938: Who Killed Gail Preston?

- The Greatest Attraction in the World
- Twelve O’Clock and All’s Not Well

- 1938: The Lady Objects

- A Mist Is Over the Moon
- Home in Your Arms
- That Week in Paris
- When You’re in the Room

- 1938: Lebenskünstler

- Gypsy Dance No.8

- 1941: Die Marx Brothers im Kaufhaus (The Big Store)

- If It’s You

- 1942: Ich will mein Leben leben (In This Our Life)

- Java Jive

- 1947: Das Lied vom dünnen Mann (Song of the Thin Man)

- You’re Not So Easy to Forget

- 1975: Funny Lady

- If I Love Again

## Auszeichnungen
- 1939: Oscar-Nominierung in der Kategorie Bester Song für A Mist Is Over the Moon aus dem Film The Lady Objects zusammen mit dem Liedtexter Oscar Hammerstein